# FC Jeunesse Canach
El FC Jeunesse Canach es un equipo de fútbol de Luxemburgo que milita en la División Nacional de Luxemburgo, la primera categoría de fútbol en el país.

## Historia
Fue fundado en el año 1930 en la ciudad de Canach con el nombre FC Fortuna Canach, aunque el club fue disuelto antes de iniciar la Segunda Guerra Mundial. El club había sido refundado al finalizar la Segunda Guerra Mundial, pero fue disuelto otra vez en 1953.
En 1957 el club fue refundado, esta vez con su nombre actual y lograron el ascenso a la máxima categoría por primera vez en la temporada 2010/11.

## Palmarés
- Éirepromotioun: 1

2009/10